# Мухурча
Мухурча (груз. მუხურჩა) — село в Грузії.
За даними перепису населення 2014 року в селі проживає 372 особи.